# Flow (rap)
Flow é uma terminologia usada no mundo do rap para designar a maneira como o rapper "encaixa" as palavras e frases no instrumental (beat). Ou seja, é a fluidez com que a letra se encontra com o ritmo, ou o domínio do ritmo da letra de acordo com as batidas da música. Seria o equivalente à "melodia" na música cantada.
A palavra foi cunhada no livro How to Rap, que ensina a como fluir musicalmente em uma rima. Através de diagramas, o livro mostra como as letras se alinham com a batida, dizendo: "enfatizar uma sílaba em cada uma das quatro batidas dá à letra o mesmo pulso rítmico subjacente que a música e os mantém em ritmo ... outras sílabas da música ainda podem ser enfatizadas, mas as que caem no tempo com as quatro batidas de um único "beat" são as únicas que precisam ser enfatizadas para manter a letra no tempo com a música".